# Stefan Herrmann
Nils Stefan Herrmann, född 12 mars 1947 i Essinge församling, Stockholms stad, är en svensk civilekonom och tidigare partiledare. Han ledde Framstegspartiet mellan 1982 och 1986 samt Sverigepartiet (SvP) mellan 1986 och 1987.

## Biografi
Herrmann uteslöts vid SvP:s styrelsemöte 27 oktober 1987 i Medborgarhuset i Stockholm. BSS-fraktionen under ledning av bland andra Leif Ericsson och Sven Davidson beskyllde honom för att ha misskött sin uppgift och förskingrat partikassan.